# Abraxas picaria
Abraxas picaria là một loài bướm đêm thuộc họ Geometridae. Nó được Moore miêu tả năm 1868. Nó được tìm thấy ở Bengal.